# بيل كوشنر
بيل كوشنر (بالإنجليزية: Bill Kushner)‏ هو شاعر أمريكي، ولد في 1931 في ذا برونكس في الولايات المتحدة، وتوفي في أغسطس 2015 في نيويورك في الولايات المتحدة.